# 黑头长尾山雀
为山雀科长尾山雀属的鸟类。分布于尼泊尔、锡金、不丹、印度、孟加拉、缅甸以及中国大陆的西藏、四川、贵州、云南等地，主要生活于常栖息在海拔2000-3000米左右的针叶林以及针阔混交林或高山竹林与杜鹃等灌丛间。该物种的模式产地在尼泊尔。

## 特征
棕额长尾山雀体重约7克，翼长约56毫米，嘴峰长约8.2毫米，喙宽度约2.4毫米，喙厚度约2.9毫米，跗蹠长约16.6毫米，尾长约52.8毫米。棕额长尾山雀在其分布区内为留鸟，其栖息在半开放的高大树木组成的森林中，食性为肉食性，主要食物来源是陆生无脊椎动物。